# Пролог (књижевност)
Пролог (гр. prólogos) је у старогрчкој трагедији први дио радње прије прве хорске пјесме. У драми је пролог почетна сцена, која чини посебан увод у радњу, односно говор, обично у стиховима, који један или више глумаца упућују публици прије почетка радње. Глумац који говори пролог може бити учесник радње или посебно лице. Пролог није неопходан дио драме, а када постоји, може бити двојак: у неким случајевима тијесно је повезан са структуром драме или је њен саставни дио, а у другим нема скоро никакве везе са радњом којој претходи и чини једну аутономну цјелину. 
Појавио се прво у античкој драми као уводни монолог којим су публици пружена обавјештења о радњи која ће услиједити. Драма средњег вијека није имала пролог као такав, али је при извођењима најчешће постојао неко ко је упознавао публику са оним што се приказује. У ренесансној драми пролог је доживио процват да би затим постепено нестао. Са развојем реализма и натурализма пролог је сасвим ишчезао из драме. Изузетак је њемачко позориште у коме је, због оживљавања епске и фантастичне драме (Б. Брехт, Ф. Ведекинд), пролог опет добио своје мјесто у драми.